# Edward Fitzalan-Howard, 1.º Barão Howard de Glossop
Edward George Fitzalan-Howard, 1.º Barão Howard de Glossop PC (nascido Howard; 20 de junho de 1818 – 1 de dezembro de 1883), denominado Lorde Edward Howard entre 1842 e 1869, foi um político liberal britânico. Ele serviu como vice-camareiro da casa sob o comando de Lord John Russell de 1846 a 1852.

## Antecedentes e educação
Howard era o segundo filho de Henry Howard, 13.º Duque de Norfolk e Lady Charlotte Leveson-Gower, filha de George Leveson-Gower, 1.º Duque de Sutherland. Henry Fitzalan-Howard, 14.º duque de Norfolk, era seu irmão mais velho.  Ele foi educado no Trinity College, Cambridge. 

## Carreira política
Em 1846, Howard foi empossado no Conselho Privado  e nomeado Vice-Chamberlain da Casa na primeira administração de Lord John Russell,  apesar de não ter assento no Parlamento. Dois anos depois, ele foi reeleito para o parlamento por Horsham .  Ele permaneceu como vice-camareiro da casa até a queda da administração Russell em 1852.  No mesmo ano, ele foi reeleito ao parlamento por Arundel, assento que ocupou até 1868.  Em 1869, ele foi elevado à nobreza como Barão Howard de Glossop, no Condado de Derby. 
Lorde Howard de Glossop também foi vice-marechal de 1860 a 1868, durante a menoridade de seu sobrinho Henry Fitzalan-Howard, 15.º duque de Norfolk.
Howard prestou grande serviço à causa da educação primária católica romana. De 1869 a 1877, foi presidente do Comitê de Escolas Católicas Pobres . Como presidente, ele criou o Fundo de Crise da Educação Católica, contribuindo com £ 5.000, mas garantindo outros £ 20.000 de sua família. Setenta mil académicos foram assim acrescentados às escolas católicas romanas em Inglaterra, a um custo de pelo menos £ 350.000. 
Ele possuía grandes propriedades rurais, com 18.000 acres no norte da Inglaterra e na Escócia. 

## Família
Seu sobrenome de nascimento era Howard; por licença real datada de 26 de abril de 1842, seu pai (então duque) adicionou "Fitzalan" antes dos sobrenomes de seus filhos, então todos se tornaram Fitzalan-Howard, sobrenome que seus descendentes da linha masculina carregam desde então.  Seu ancestral, Thomas Howard, 4.º duque de Norfolk, casou-se com Mary FitzAlan (filha e herdeira de Henry Fitzalan, 12.º conde de Arundel ) em 1555. 
Lorde Howard de Glossop casou-se com Augusta Talbot, filha de George Henry Talbot (meio-irmão de John Talbot, 16º Conde de Shrewsbury ), em 1851. Eles tiveram dois filhos e cinco filhas:
- A honrosa Angela Mary Charlotte Fitzalan-Howard (falecida em 1º de março de 1919), casou-se com Marmaduke Constable-Maxwell, 11º Lorde Herries de Terregles, e foi mãe de Gwendolen Fitzalan-Howard, Duquesa de Norfolk .
- A honrosa Alice Elizabeth Fitzalan-Howard (falecida em 10 de maio de 1915) casou-se com Charles Rawdon-Hastings, 11.º Conde de Loudoun.
- A honrosa Constance Mary Germana Fitzalan-Howard (falecida em 30 de janeiro de 1933) casou-se com o Coronel Charles Lennox Tredcroft.
- Hon. Winifrede Mary Fitzalan-Howard (falecida em 26 de janeiro de 1937), casou-se com William W. Middleton.
- Charles Bernard Talbot Fitzalan-Howard (3 de junho de 1852 – 8 de julho de 1861).
- Exmo. Gwendolen Mary Anne Fitzalan-Howard (21 de fevereiro de 1854) – 15 de janeiro de 1932), casou-se com John Crichton-Stuart, 3.º Marquês de Bute.
- Francis Edward Fitzalan-Howard, 2.º Barão Howard de Glossop (9 de maio de 1859 – 1924), pai de Bernard Fitzalan-Howard, 3.º Barão Howard de Glossop.

Augusta morreu em julho de 1862. Lorde Howard de Glossop casou-se pela segunda vez com Winifred Mary de Lisle, filha de Ambrose Lisle March Phillipps de Lisle, em 1863. Eles não tiveram filhos. Ele morreu em dezembro de 1883, aos 65 anos, e foi sucedido por seu único filho sobrevivente, Francis, que se casou com Mary Littledale Greenwood, filha do político John Greenwood . Lady Howard de Glossop morreu em dezembro de 1909. 
Em 1975, após a morte sem filhos do sexo masculino de Bernard Fitzalan-Howard, 16.º Duque de Norfolk, o Ducado foi herdado pelo bisneto de Lorde Glossop, Miles Francis. O filho de Miles, Edward, é o atual duque.